# 白繸鮋
白繸鮋，為輻鰭魚綱鮋形目鮋亞目鮋科的其中一種，為熱帶海水魚，分布於西大西洋美國佛羅里達南部至南美洲北部海域，棲息深度1-36公尺，體長可達9公分，棲息在礁石區，生活習性不明。